# Owener Mostbirne
Die Owener Mostbirne ist eine Birnensorte, die vor allem im Streuobstbau vorkommt.
Die Sorte stammt vermutlich aus Guntershausen (Schweiz) und wurde erstmals von Wilhelm Walker im Jahr 1823 als Owenerbirne erwähnt.
Synonyme der Sorte sind: Guntershausener Mostbirne, Aumerbirne, Oberlenniger Saubirne, Uhlbacher Birne, Stockbirne.

## Beschreibung

### Frucht
Die Reifezeit der Sorte ist Anfang September. Sie bildet mittelgroße bis große Früchte, deren Form rundlich bis birnenförmig ist. Die Farbe der Schale ist zunächst grasgrün, erscheint bei Reife hellgrün bis gelblich, mit auffallenden Lentizellen. Der kurze, holzige Stiel ist von der Frucht her hellgrün gefärbt. Die in flacher Grube angeordneten Kelchblätter sind meist angebrochen.
Das Fruchtfleisch ist fest und körnig, saftig, und von weinsäuerlichem, würzigem Geschmack. Der Zuckergehalt liegt bei 13 %. Das Mostgewicht erreicht 55–65° Oechsle. Die Früchte lassen sich als Most-, Dörr- und Brennbirne verwerten.

### Baum
Die Bäume haben vor allem im landschaftsprägenden Anbau Bedeutung. Sie haben einen starken Wuchs und bilden eine eichenartige Krone. Das Fruchtholz ist wenig verzweigt, mitteldick. Die Blüte setzt früh ein. Die Sorte ist wenig anfällig für Feuerbrand.